# Дистлер, Хуго (фигурист)
Хуго Дистлер (нем. Hugo Distler) — фигурист из Австрии, бронзовый призёр чемпионата мира 1928 года, серебряный призёр чемпионата Европы 1927 года и бронзовый призёр чемпионата Европы 1931 года, призёр чемпионатов Австрии мужском одиночном катании.

## Спортивные достижения
| Соревнования/Сезоны | 1924 | 1925 | 1926 | 1927 | 1928 | 1929 | 1930 | 1931 | 1932 |
| ------------------- | ---- | ---- | ---- | ---- | ---- | ---- | ---- | ---- | ---- |
| Чемпионаты мира     |      |      |      |      | 3    | 5    |      | 4    |      |
| Чемпионаты Европы   |      |      | 7    | 2    |      |      |      | 3    | 4    |
| Чемпионаты Австрии  | 3    |      |      |      | 3    |      | 2    | 2    |      |